# European Fund and Asset Management Association
Der European Fund and Asset Management Association (EFAMA) ist ein europäischer Verband, in dem die europäische Investmentfonds-Wirtschaft ihre Interessen bündelt. Neben nationalen Verbänden sind auch Unternehmen Mitglied in diesem Verband. So ist z. B. der deutsche Verband BVI Mitglied im EFAMA.
Der im Jahr 1974 gegründete Verband hat seinen Sitz in Brüssel/Belgien.